# Шабленски фар
Шабленският фар е морски фар, който се намира в община Шабла, област Добрич. Разположен е на нос Шабла, отстоящ на около 4 километра източно от град Шабла. Той е най-северният български морски фар.
Той е най-старият морски фар по българското черноморско крайбрежие. Със своите 32 m височина е и най-високият фар в страната.
Официално е открит в 1857 година, след като е възстановен в 1856 година.
Бялата му светлина просветва с честота 20 секунди, като при добра видимост се забелязва от разстояние 17 морски мили.